# Nothobranchius interruptus
Nothobranchius interruptus е вид лъчеперка от семейство Aplocheilidae. Видът е световно застрашен, със статут Уязвим.

## Разпространение
Разпространен е в Кения.